# Jack Poplin
John S. „Jack“ Poplin junior (* 18. November 1920 in Los Angeles, Kalifornien; † 15. Oktober 2007) war ein US-amerikanischer Filmarchitekt.

## Leben
Poplin begann seine Karriere im Filmstab 1950 als im Abspann nicht genannter Szenenbildner beim Historienfilm Der Baron von Arizona von Samuel Fuller. 1958 arbeitete er an Anthony Manns Komödie Gottes kleiner Acker erstmals als eigenständiger Filmarchitekt. 1966 war er für Sydney Pollacks Drama Stimme am Telefon zusammen mit Hal Pereira, Robert R. Benton und Joseph Kish für den Oscar in der Kategorie beste Filmbauten nominiert, die Auszeichnung ging in diesem Jahr jedoch an die Literaturverfilmung Das Narrenschiff.
Gelegentlich war Poplin auch für das Fernsehen tätig. Zwischen 1963 und 1965 arbeitete er an 49 Folgen der Fernsehserie The Outer Limits, wofür er 1964 für einen Primetime Emmy nominiert war. Bei einer Folge der Serie Stoney Burke wirkte er 1963 als Associate Producer. Zuletzt arbeitete er 1988 am Actionfilm Traxx – Scharfe Waffen, heiße Kekse, danach zog sich Poplin aus dem Filmgeschäft zurück. Er starb 2007 im Alter von 87 Jahren.

## Filmografie (Auswahl)
- 1950: Der Baron von Arizona (The Baron of Arizona)
- 1954: Die gebrochene Lanze (Broken Lance)
- 1958: Der Tod kommt auf leisen Sohlen (Murder by Contract)
- 1958: Gottes kleiner Acker (God’s Little Acre)
- 1961: … der werfe den ersten Stein (The Hoodlum Priest)
- 1965: Das Familienjuwel (The Family Jewels)
- 1965: Stimme am Telefon (The Slender Thread)
- 1968: Der große Schweiger (The Stalking Moon)
- 1969: Hochwürden dreht sein größtes Ding (The Great Bank Robbery)
- 1974: Verflucht sind sie alle (The Klansman)
- 1978: Das Teufelscamp (Mean Dog Blues)
- 1979: Der große Santini (The Great Santini)
- 1988: Traxx – Scharfe Waffen, heiße Kekse (Traxx)

## Auszeichnungen (Auswahl)
- 1966: Oscar-Nominierung in der Kategorie beste Filmbauten in Stimme am Telefon

## Einzelnachweis
1. ↑  John S. Poplin im californiabirthindex.org